# Operation Trojan Horse
Operation Trojan Horse (tạm dịch: Chiến dịch Ngựa thành Troia, còn có tên gọi khác là UFOs: Operation Trojan Horse) là cuốn sách giới thiệu kết quả nghiên cứu của nhà UFO học John A. Keel về UFO và các hiện tượng tương tự do Putnam xuất bản vào năm 1970. Sách được tái bản vào năm 1996 với những bổ sung nhỏ. 

## Nhận định
Theo tờ The Daily Telegraph cho biết rằng "Trong cuốn sách thứ hai rất được hoan nghênh của mình mang tên Operation Trojan Horse, tác giả đã gợi ý rằng nhiều khía cạnh của báo cáo UFO thời hiện đại, bao gồm những lần chạm trán với thực thể ngoài hành tinh dạng người, thường song hành với văn hóa dân gian cổ đại và những thị kiến tôn giáo, và liên kết trực tiếp UFO với các hiện tượng nguyên tố".